# Zoriane (obwód odeski)
Zoriane – wieś na Ukrainie, w obwodzie odeskim, w rejonie bielajewskim. W 2023 roku liczyła 250 mieszkańców.
Do 2016 roku miejscowość nosiła nazwę Czerwona Zirka.